# Jazowa (gromada)
Jazowa – dawna gromada, czyli najmniejsza jednostka podziału terytorialnego Polskiej Rzeczypospolitej Ludowej w latach 1954–1972.
Gromady, z gromadzkimi radami narodowymi (GRN) jako organami władzy najniższego stopnia na wsi, funkcjonowały od reformy reorganizującej administrację wiejską przeprowadzonej jesienią 1954 do momentu ich zniesienia z dniem 1 stycznia 1973, tym samym wypierając organizację gminną w latach 1954–1972.
Gromadę Jazowa z siedzibą GRN w Jazowej utworzono – jako jedną z 8759 gromad na obszarze Polski – w powiecie nowodworsko-gdańskim w woj. gdańskim na mocy uchwały nr 22/III/54 WRN w Gdańsku z dnia 5 października 1954. W skład jednostki weszły obszary dotychczasowych gromad Jazowa i Wierciny ze zniesionej gminy Kmiecin oraz obszar dotychczasowej gromady Kępki ze zniesionej gminy Marzęcino w powiecie nowodworsko-gdańskim; ponadto parcele kat. Nr Nr 233/1, 228/2 i 3 z dotychczasowej gromady Adamowo ze zniesionej gminy Jegłownik oraz parcele kat, Nr Nr 318/2, 432/1, 430/3, 429/3, 424/3, 421/3, 423/3, 420/3, 400/3, 398/3 i 431/3 z dotychczasowej gromady Kazimierzowo ze zniesionej gminy Nowakowo w powiecie elbląskim w tymże województwie. Dla gromady ustalono 11 członków gromadzkiej rady narodowej.
1 stycznia 1960 gromadę zniesiono, a jej obszar włączono do gromad: Kmiecin (miejscowości Jazowa, Wierciny, Krzewiny i Zawadka) i Marzęcino (miejscowość Kępki) w tymże powiecie.